# モシリヤチャシ
座標: 北緯42度59分01秒 東経144度23分45秒 / 北緯42.983668度 東経144.395916度

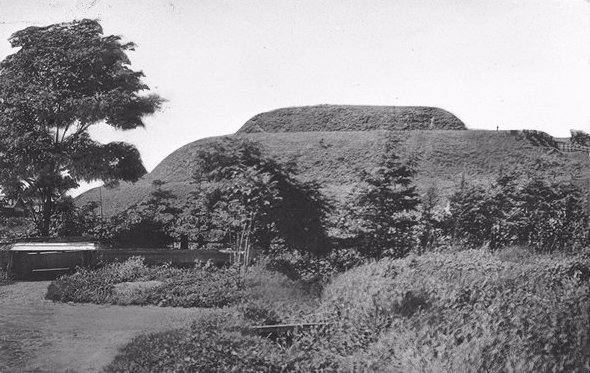
モシリヤ砦跡 (昭和十年頃)

モシリヤチャシとは北海道釧路市城山に所在するアイヌの人々が築いた砦。別名「お供え山」。

## 概要
「モシリヤ」とはアイヌ語で「島のある川」、「チャシ」は「砦」の意である。
構造は、北東側三段、南西側二段の変形鏡餅。直径約170メートル、短径約70メートルの楕円形の丘で内郭と外郭に分かれ、内郭の周囲には空堀がめぐらされ、堀を掘った土を盛り上げて土塁にしていた。
伝承では、1751年（寛延4年）にトミカラアヤノというアイヌが築造したとされている。
1935年（昭和10年）に同市内にあるチャランケチャシや春採台地竪穴群とともに「モシリヤ砦跡」の名称で国指定の史跡に指定された。